# Berlanga
Berlanga è un comune spagnolo situato nella comunità autonoma dell'Estremadura.